# Eustaquio Méndez (província)
Eustaquio Méndez é uma província da Bolívia localizada no departamento de Tarija, sua capital é a cidade de San Lorenzo.